# 皮埃尔·诺拉
皮埃尔·查理·诺拉（法語：Pierre Charles Nora，法語：[pjɛʁ ʃaʁl nɔʁa]，1931年11月17日—2025年6月2日），法国历史学家，法兰西学术院院士。

## 生平
1931年11月17日，皮埃尔·诺拉出生于巴黎一个犹太裔外科医生家庭。先后毕业于路易大帝中学和索邦大学。1965年至1977年，在巴黎政治学院工作。1977年开始在社会科学高等学院工作，提出了记忆之场的概念。1984年，《记忆之场》第一部共和国一卷正式出版。1993年，获得法国最高国家学术奖。2001年6月，入选法兰西学术院院士。
2025年6月2日在巴黎逝世。

## 中文译本
- . 由孙江翻译. 南京: 南京大学出版社. 2025. ISBN 978-7-305-28119-8.
- . 由孙江翻译. 南京: 南京大学出版社. 2025. ISBN 978-7-305-28118-1.
- . 由刘文玲翻译. 北京: 社会科学文献出版社. 2017. ISBN 978-7-5201-0332-9.
- . 学衡历史与记忆译丛. 由黄艳红等翻译. 南京: 南京大学出版社. 2015. ISBN 978-7-305-15681-6.